# Gerszon Lewin
Gerszon Gabriel Lewin von Hersz (ur. 12 stycznia 1866 w Lublinie, zm. 24 października 1939 w Warszawie) – polski lekarz, ftyzjatra, działacz społeczny, pisarz tworzący w języku hebrajskim i jidysz.

## Życiorys
Urodził się w Lublinie, w dzielniczy Podzamcze, jako syn pochodzącego z Dyneburga kantora Gabriela Zeliga Lewina (zm. 1886) i Jochwety z domu Podkantor (zm. 1897). W młodości uzyskał tradycyjne wykształcenie w lubelskich chederach, był również członkiem chóru synagogalnego prowadzonego przez jego ojca, od 13 roku życia sam pracował jako kantor. W 1888 roku ukończył gimnazjum w Radomiu, następnie podjął studia na Wydziale Medycznym Uniwersytetu Warszawskiego, gdzie w 1894 roku uzyskał dyplom lekarza. W 1891 roku debiutował jako publicysta szkicem A szmues ojf der bahn, następnie opowiadania, reportaże, nowele i humoreski publikował m.in. w czasopismach „Der Jud”, „Der Frajnd”, „Der Weg”, „Telegraf”, „Der Cajt” i „Unzer Leben”. Pisał również dla czasopism „Ha-Cofe”, „Ha-Cefira”, „Hajnt”, „Lubliner Tugblat”, „Nasz Przegląd” i „Opinia”. Pod koniec XIX wieku uczestniczył w badaniach nad sytuacją ekonomiczną Żydów w Królestwie Polskim, kierowanych przez Jana Gottlieba Blocha. 
W latach 1896–1900 pracował jako lekarz w Szpitalu Starozakonnych przy ul. Pokornej, a od 1902 roku jako asystent nadetatowy w ambulatorium Szpitala Starozakonnych na Czystem. W 1898 roku w Radomiu wziął ślub z Zofią Adler, w 1901 roku urodziło się ich jedyne dziecko – Gabriel Naum. Niedługo później został zmobilizowany do armii rosyjskiej, otrzymał zadanie zwalczania epidemii cholery na pograniczu polsko-rosyjskim, co opisał w książce Fun di alte gute cajten. A rajze ojf di cholere. Służył także jako lekarz wojskowy podczas wojny rosyjsko-japońskiej. W 1908 roku był jednym z założycieli Żydowskiego Towarzystwa Przeciwgruźliczego „Brijus”, a od kwietnia 1915 roku był przewodniczącym warszawskiego oddziału Towarzystwa Ochrony Zdrowia. W 1910 roku został przewodniczącym Żydowskiego Towarzystwa Literacko-Muzycznego „Ha-Zomier” w Warszawie. Od 1915 roku był również działaczem Towarzystwa Niesienia Pomocy Żydom Ofiarom Wojny. 
Wcielony do wojska został także podczas I wojny światowej. W 1918 roku zgłosił się do służby w nowo powstałym Wojsku Polskim, w 1924 roku przeszedł w stan spoczynku w stopniu majora rezerwy. Od 1918 roku był ordynatorem oddziału chorób wewnętrznych w Szpitalu na Czystem. W wyborach parlamentarnych w 1919 roku kandydował do Sejmu z listy Żydowskiego Stronnictwa Demokratycznego. 
W 1921 roku był współzałożycielem samodzielnego Towarzystwa Ochrony Zdrowia w Polsce, gdzie objął stanowisko prezesa Rady Centralnej, pełniąc je do 1939 roku. W 1934 roku był jednym z organizatorów Międzynarodowego Kongresu Przeciwgruźliczego w Warszawie. W 1922 roku był jednym z założycieli Stowarzyszenia Humanitarnego „Braterstwo – B′nei B′rith”. Od 1924 roku był członkiem Centralnego Zarządu Towarzystwa lekarskiej Pomocy Ubogim, w latach 20. XX wieku był także prezesem Zrzeszenia Lekarzy Rzeczypospolitej, członkiem zarządu Izby Lekarskiej Warszawsko-Białostockiej oraz przewodniczącym Komitetu Centralnego Stowarzyszenia Pomocy Studentom Żydom w Polsce „Auxilium Academicum Judaicum”. Był również działaczem m.in. Żydowskiego Towarzystwa Krzewienia Sztuk Pięknych, Żydowskiego Towarzystwa Kultury oraz klubu sportowego Bar Kochba.  
Był stałym korespondentem „Krytyki Lekarskiej”, samodzielnie redagował także hebrajskojęzyczny periodyk „Ki Hem Chajenu”. Był autorem wielu publikacji poświęconych zwalczeniu gruźlicy, higienie i historii medycyny. W 1926 roku obchodził 30-lecie pracy zawodowej, w związku z czym dedykowane mu prace publikowano m.in. w „Kwartalniku Klinicznym Szpitala Starozakonnych w Warszawie”. W 1927 roku ukazała się poświęcona mu ksiega pamiątkowa Dr Gerszon Lewin. Cu zajn 30 jehrigen jubileum. 
W Warszawie mieszkał przy ulicy Miodowej 6, jego mieszkanie było ważnym miejscem spotkań dla postępowej inteligencji żydowksiej i jednym z centrów warszawskiego życia kulturalnego. Jego przyjaciółmi byli m.in. Szolem Alejchem, Szymon An-ski, Szalom Asz, Jakub Dinezon, Dawid Fryszman, Hirsz Dawid Nomberg i Icchok Lejb Perec. W 1919 roku opublikował poświęconą Perecowi książkę wspomnieniową Perec. A bisel zichrojnes. W latach 1924–1931 był radnym Rady Gminy Wyznaniowej Żydowskiej w Warszawie z ramienia Organizacji Ogólnych Syjonistów. 
Zmarł w październiku 1939 roku, został pochowany na cmentarzu żydowskim przy ulicy Okopowej. Nie są znane okoliczności śmierci jego żony. Jego syn, Gabriel, przebywał w ZSRR, a w 1943 roku w stopniu podporucznika wstąpił do 1 Dywizji Piechoty im. Tadeusza Kościuszki i zginął podczas walk na przyczółku czerniakowskim.

## Wybrane prace
- Alkoholizm u żydów. Medycyna i Kronika Lekarska 45, 50, s. 1200-1202 i 51, s. 1226-1232 (1910)
- Ciąża a gruźlica. Warszawskie Czasopismo Lekarskie 9, 50, s. 1151-1153 i 51, 1175-1178 (1932)
- Honoraryum. Krytyka Lekarska 6, 8, s. 182-186 (1902)
- Iberlebernishr, Epizodn un Aydrukn fun Rusish-Yapanishn Krig (1931)
- In Velt Krig (1929)
- Ochrona zdrowia i eugenika w Biblii i Talmudzie (Warszawa, 1934)
- In di Alte Gute Tsaytn (1925)
- Dos Bukh fun Mayn Lebn (1937)